# 나카야마 요시코
나카야마 요시코(中山慶子, 1836년 1월 16일 ~ 1907년 10월 5일)는 일본 고메이 천황의 후궁이며, 메이지 천황의 생모이다. 권대납언 나카야마 다다야스의 차녀이다.